# 8-дюймовая гаубица Mark VI — VIII
8-дюймовая гаубица Mark VI—VIII (англ. BL 8-inch howitzer Mark VI - VIII) — 203-мм буксируемое артиллерийское орудие британского производства времён Первой и Второй мировых войн.
Представляла собой серию британских артиллерийских осадных гаубиц на мобильных лафетах нового, на тот момент, типа, представленных во время Первой мировой войны. Они были спроектированы компанией Vickers в Великобритании и производились всеми четырьмя британскими артиллерийскими производителями, но в основном Армстронгом и одной американской компанией. Они были эквивалентны немецкой 210-мм гаубице 21 cm Mrs.16 и в британской службе использовались аналогично 9,2-дюймовой гаубице, но были быстрее в изготовлении и более мобильны. Они доставляли 91 кг снаряд на 11200 метров. Они имели ограниченное применение в британской армии во Второй мировой войне, после чего были переведены на новый 7,2-дюймовый калибр. Гаубицей было вооружено небольшое количество австралийских и канадских батарей в Первой мировой войне и Армия США. Они использовались в небольших количествах другими европейскими армиями.

## Варианты
8 дюймов (203,4 мм) был калибром, принятым в британской армии в ходе Первой мировой войны. Mark VI, VII и VIII (6, 7 и 8) были новой конструкцией и не имели отношения к ранним временным меткам Mark 1—5 8-дюймовой гаубицы, в которой использовались укороченные и расточенные 6-дюймовые стволы морских пушек.
Mark VI
Конструкция Vickers, очень похожая на их 6-дюймовую гаубицу, была одобрена к выпуску в августе 1915 года, а первый крупный заказ был размещён в марте 1916 года на 50 гаубиц, а ещё 30 осенью. Mark VI был на 4—5 тонн легче, чем импровизированная 8-дюймовая гаубица Mark I — V. Ствол Mk VI имел сложную конструкцию и был длиной 14,7 калибра (117,7 дюйма) с дальностью стрельбы 9825 метров.
Mark VII
Выпущен в июле 1916 года. Mk VII имел более длинный ствол (17,3 калибра, или 138,4 дюйма) проволочной конструкции (Wire-wound) и увеличил дальность до 11 250 метров. Новые стволы оказались недолговечными и страдания от повреждения «труб А» (внутренний нарезной слой ствола).
Mark VIII
Включает в себя различные небольшие улучшения и более толстый и прочный ствол.

## Боевое применение
Ранние проблемы устойчивости на очень твёрдой или мягкой почвах стали очевидными с Mk VI, что привело к неправильной работе системы отдачи. Комиссия отправилась во Францию для расследования, и был принят специальный уровень «Платформа Виккерса», к которому колёса и станок были закреплены для точной стрельбы. Значительное изменение в линии стрельбы потребовало переоборудования платформы. Настройка и настройка платформы была трудоёмкой. Американское руководство по эксплуатации гаубицы описывает это так:

Платформа состоит из деревянных балок, которые собираются в треугольную платформу. При использовании этой платформы необходимо удалить лопату и установить специальный кронштейн на тропу. Этот кронштейн перемещается в паз, который дает опору для кронштейна, а также обеспечивает перемещение детали 52° на платформе. Основными объектами при использовании платформы для стрельбы являются: обеспечение надёжной опоры колёс и заднего конца станка, чтобы предотвратить опускание или движение при стрельбе по мягкому грунту для обеспечения того, чтобы орудие оставалось на цели при стрельбе, и для обеспечения средства для перемещения станка в поперечном направлении на угол 52° (26° с каждой стороны от центра). При использовании ходового механизма на каретке общий ход 30° на каждой стороне центра можно получить… Колёса каретки опираются на стальные пластины на колёсной платформе и управляются изогнутыми стальными углами, которые предотвращают боковое перемещение пистолета от цели во время работы. При использовании платформы, плавающая пластина с прикреплённой лопаткой, которая прикреплена болтами к нижней стороне станка, извлекается, а другая плавающая пластина, имеющая прикреплённую упорную скобу, закрепляется на её месте.
— 
В конце Первой мировой войны на Западном фронте у канадцев были две 6-пушечные батареи, у австралийцев — 1, у британцев — 37. Британские батареи 8-дюймовых гаубиц, служившие в других театрах военных действий на момент Компьенского перемирия: Великобритания — 1 батарея (6 пушек), Македония — 1 (4 орудия) и 2 орудия в Палестине.
Россия заказала 32 орудия Mark VI. К 1917 г. из Англии поставили 31 гаубицу. Чтобы удовлетворить потребности армий Антанты, 14 апреля 1917 г. американской фирме «Midvale Steel and Ordnance Co.» заказали 100 таких гаубиц. К 14 ноября 1918 г. фирма изготовила 146 гаубиц Mark VI, 96 из них были отправлены в Европу, остальные остались на вооружении армии США. К концу 1921 года в РККА имелось 59 203-мм гаубиц иностранного производства, большинство из которых было «Mark-VI».   Орудие получило название «Мидвэйл-VI» по названию американской фирмы. В документах на русском языке оно превратилось в «Мидвеля-6». На 1.11.1936 г. в РККА имелось 50 исправных и одна учебная гаубица. К июню 1941 года в РККА числились 36 орудий. В СССР эти орудия состояли на вооружении до 1943 г. 

### Вторая мировая война
К началу Второй мировой войны некоторые Mk 8 всё ещё использовались во Франции с мая по июнь 1940 года. В марте 1940 года было допущено 266 единиц оружия для передачи из Соединённых Штатов британцам. После падения Франции оставшиеся орудия использовались только для обучения. В 1941 году ещё 168 единиц орудий (оставшиеся запасы в США) были разрешены для передачи британцам по ленд-лизу. После появления 7,2-дюймовой гаубицы, оставшиеся 8-дюймовые стволы были перестволены до 7,2 дюйма. 8-дюймовые гаубицы были объявлены устаревшими к июлю 1943 года.
Некоторые 8-дюймовые орудия Vickers присутствовали на японских островных укреплениях во время Тихоокеанской кампании.

## Галерея

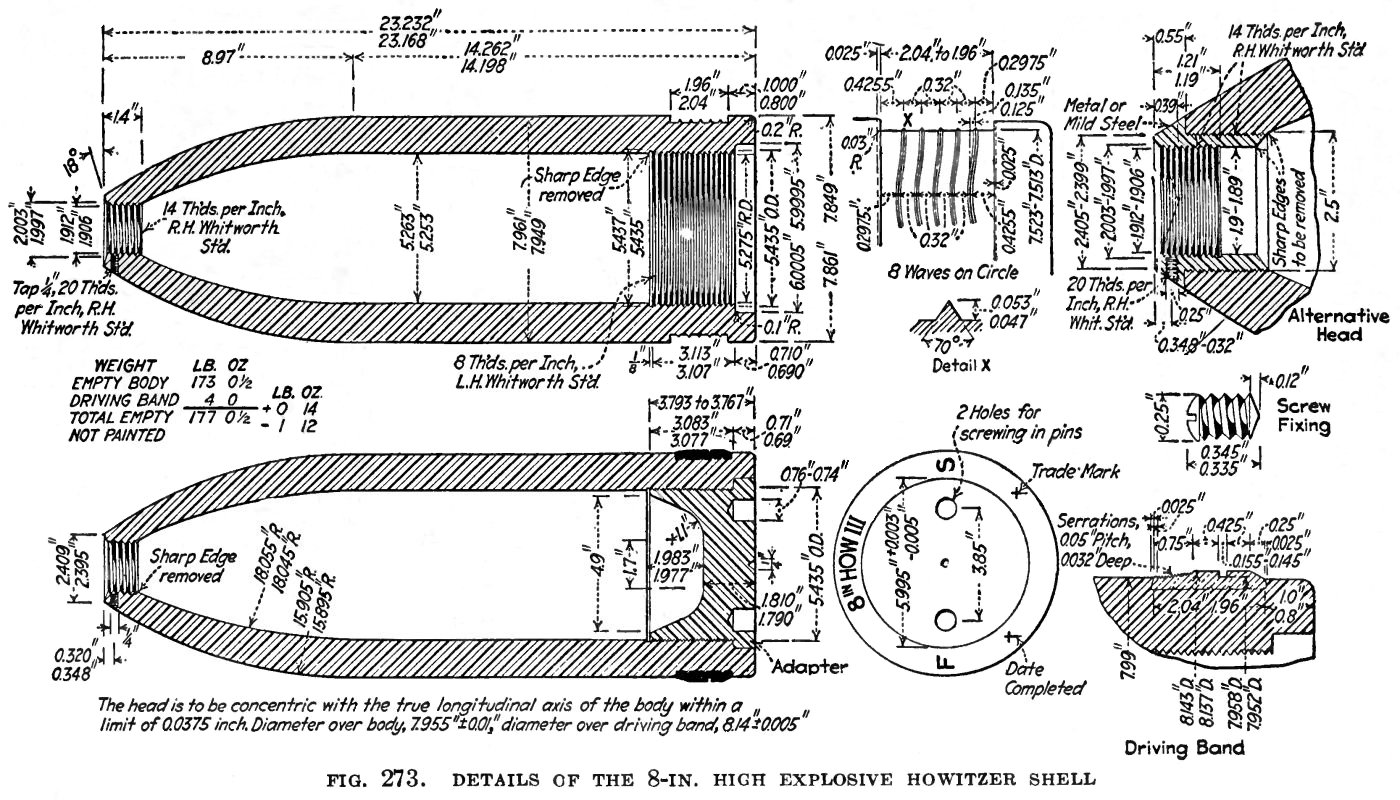
ОФС Mk III
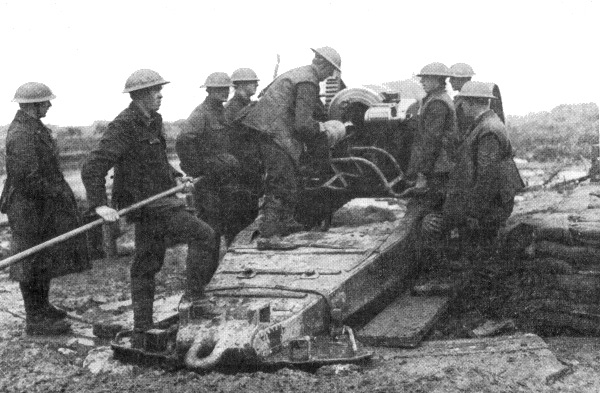
Заряжание гаубицы на Западном фронте ПМВ, 1917
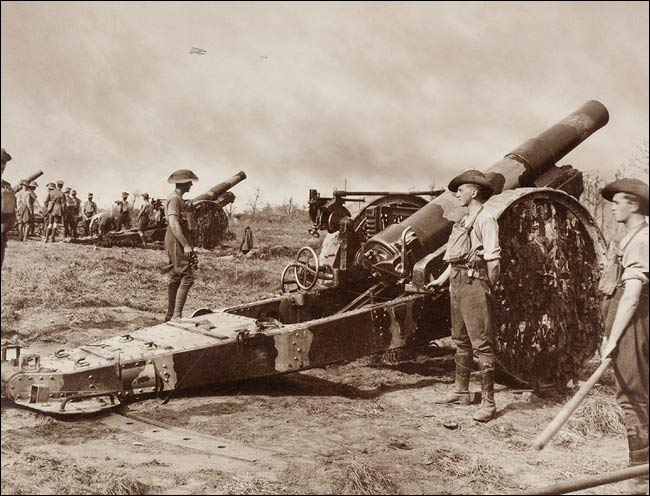
Гаубицы австралийской 54-й осадной артбатареи (54th Siege Artillery Battery), Западный фронт ПМВ, 1917
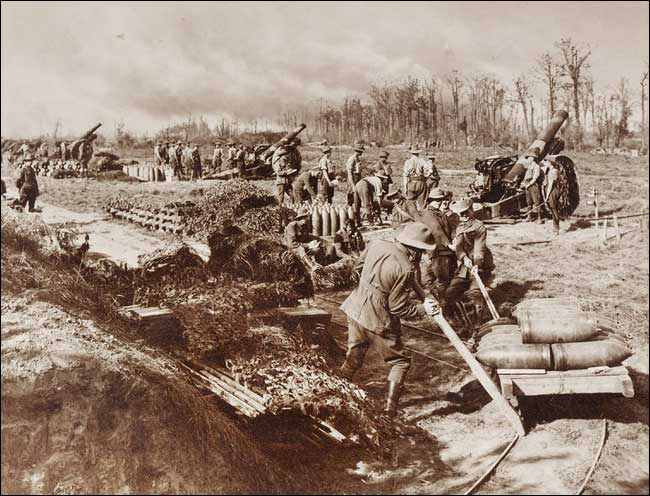
доставка снарядов по узкоколейке для австралийской 54-й осадной артбатареи (54th Siege Artillery Battery), Западный фронт, 1917
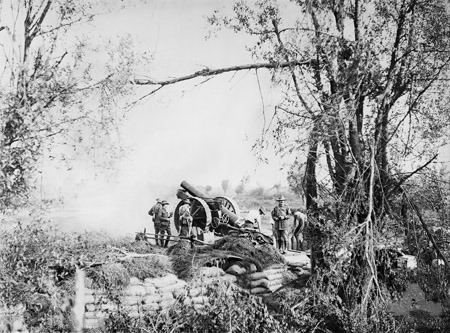
Mk 6 в бою в Воормезиле (часть общей Битвы при Пашендейле